# Tricorno (copricapo)

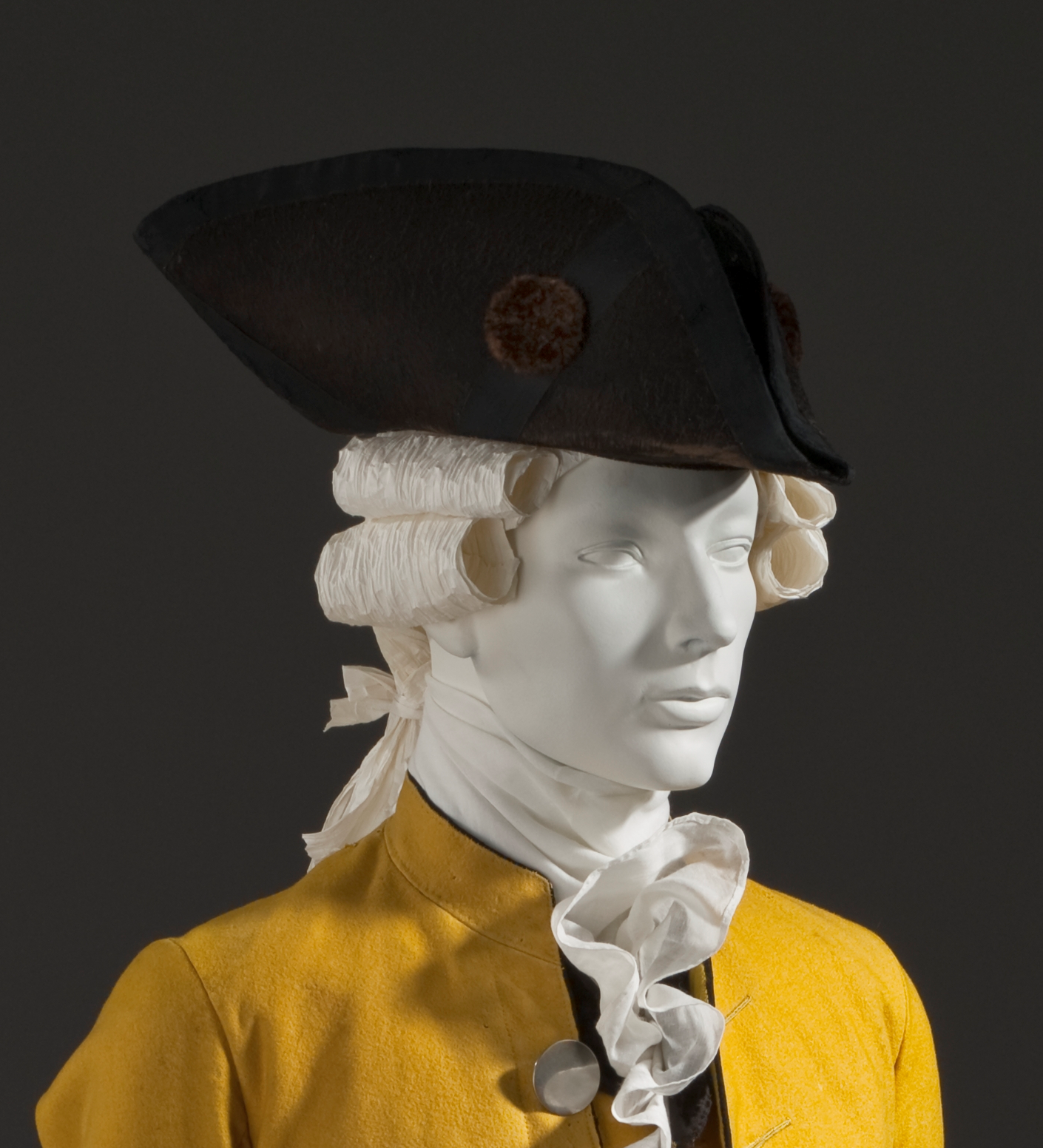
Tricorno

Il tricorno è uno stile di copricapo che era molto popolare nel corso del XVIII secolo, tanto da essere nelle rappresentazioni quasi un segno identificativo di episodi ambientati in questo secolo. La caratteristica distintiva del cappello è che i tre lati del bordo sono rialzati e attaccati, allacciati o abbottonati in modo da formare un triangolo attorno alla corona. Il cappello era tipicamente indossato con una punta rivolta in avanti, sebbene non fosse affatto insolito per i soldati, che spesso portavano un fucile o un moschetto sulla spalla sinistra, indossare il tricorno puntato sopra il loro sopracciglio sinistro.

Il tricorno spaziava dal più semplice ed economico al più stravagante, incorporando occasionalmente pizzo e piume d'oro o d'argento. Le versioni militari e navali di solito portavano una coccarda o un altro emblema nazionale nella parte anteriore.

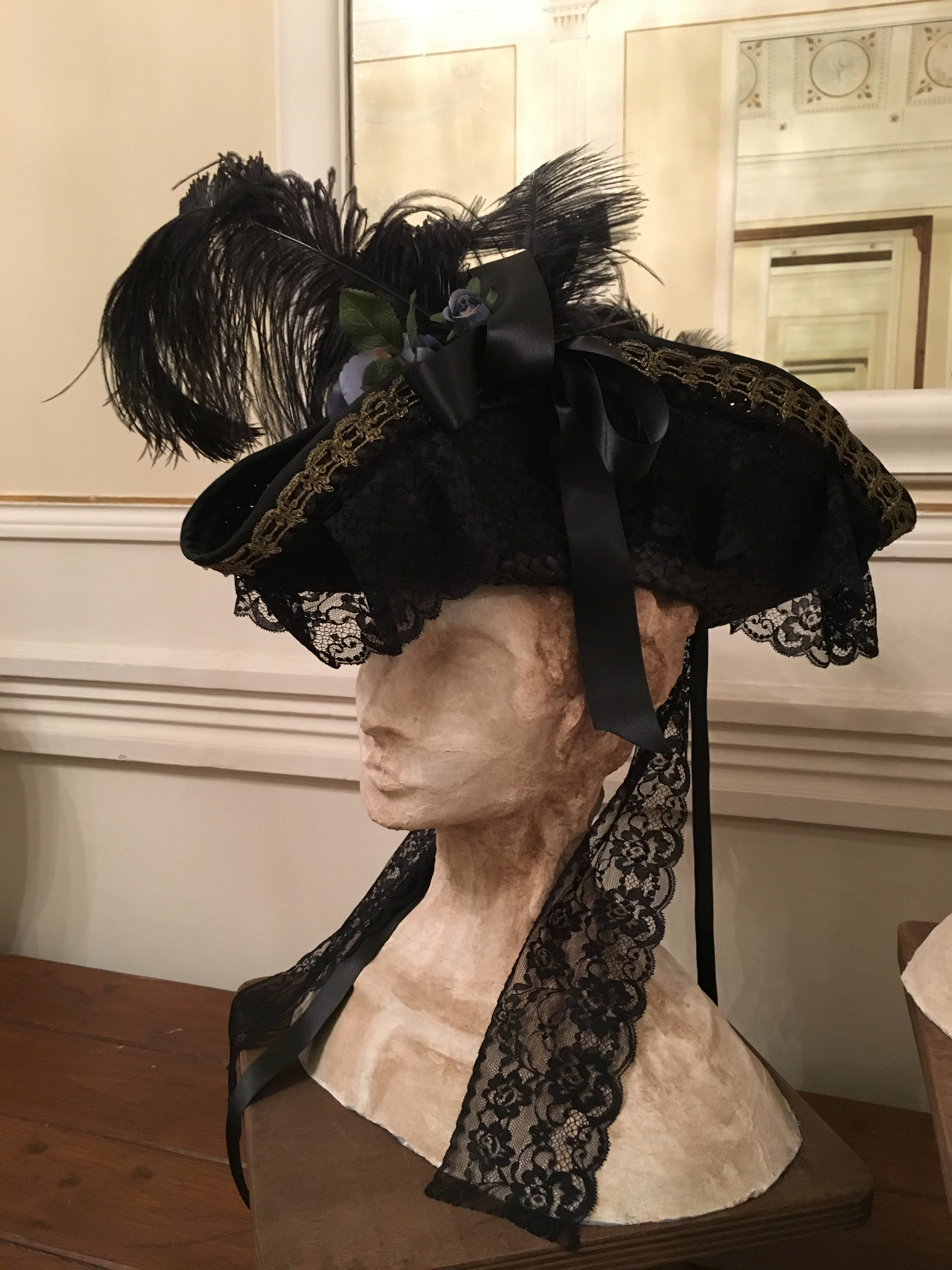
Tricorno con piume, simile ai modelli utilizzati dai nobili nel 700

Nell'iconografia classica è diventato, assieme alla benda sull'occhio, un carattere distintivo dei pirati. Alcune maschere della commedia dell'arte hanno il tricorno come copricapo, ad esempio Meneghino e Gianduia.

## Storia
Derivato dal cappello a due risvolti in uso presso il clero spagnolo sin dai secoli XVI-XVII, il tricorno fu adottato dagli ecclesiastici in Francia e in Italia sin dalla prima metà del Seicento. Il tricorno apparve come risultato dell'evoluzione del cappello rotondo a tesa larga usato dai soldati spagnoli nelle Fiandre durante il XVII secolo, legando le alette e ottenendo una forma triangolare.
Lo stile fu riportato in Francia, dove il suo uso si diffuse alla popolazione francese e alla corte reale del re Luigi XIV, che lo ha reso alla moda in tutta Europa, sia come abbigliamento civile che militare. I grandi cappelli piumati cominciarono ad essere arrotolati ai tre lati e qualche anno dopo i cavalieri e gli ufficiali portarono il tricorno, orlato di piuma o guarnito di penne naturali: moda, questa, che continuò sin verso il 1710. Alla fine del Seicento il tricorno dei soldati era guarnito di galloni d'oro e d'argento, di bottoni e di coccarde. Rimasero uno degli stili di cappello europei predominanti per tutto il XVIII secolo. Negli Stati Uniti, solo i primi cinque presidenti, da George Washington a James Monroe, indossavano questo tipo di cappello secondo la moda del XVIII secolo.
Ai primi del secolo XVIII il tricorno venne adottato in quasi tutta Europa dagli uomini di ogni classe sociale. Sorsero allora a Parigi e a Venezia importanti manifatture di cappelli a tre canti; la fabbricazione era lunghissima e difficile e le materie prime assai costose (pelo di castoro, di coniglio, di lepre). Alla metà del Settecento il tricorno rimpicciolì e divenne assai più semplice.

Il modo di portarlo diede a questo cappello gli aspetti più svariati: si portò con la rovescia alzata davanti (fine del Seicento), con la punta in avanti, inclinato da un lato (Venezia 1750); più tardi si portò in mano o sotto il braccio (per non sciupare la pettinatura): solo dai mascherati veniva portato in capo. Il tricorno si portò in Francia sino alla Rivoluzione e continuò in Italia e a Venezia sino alla caduta della repubblica (1797).

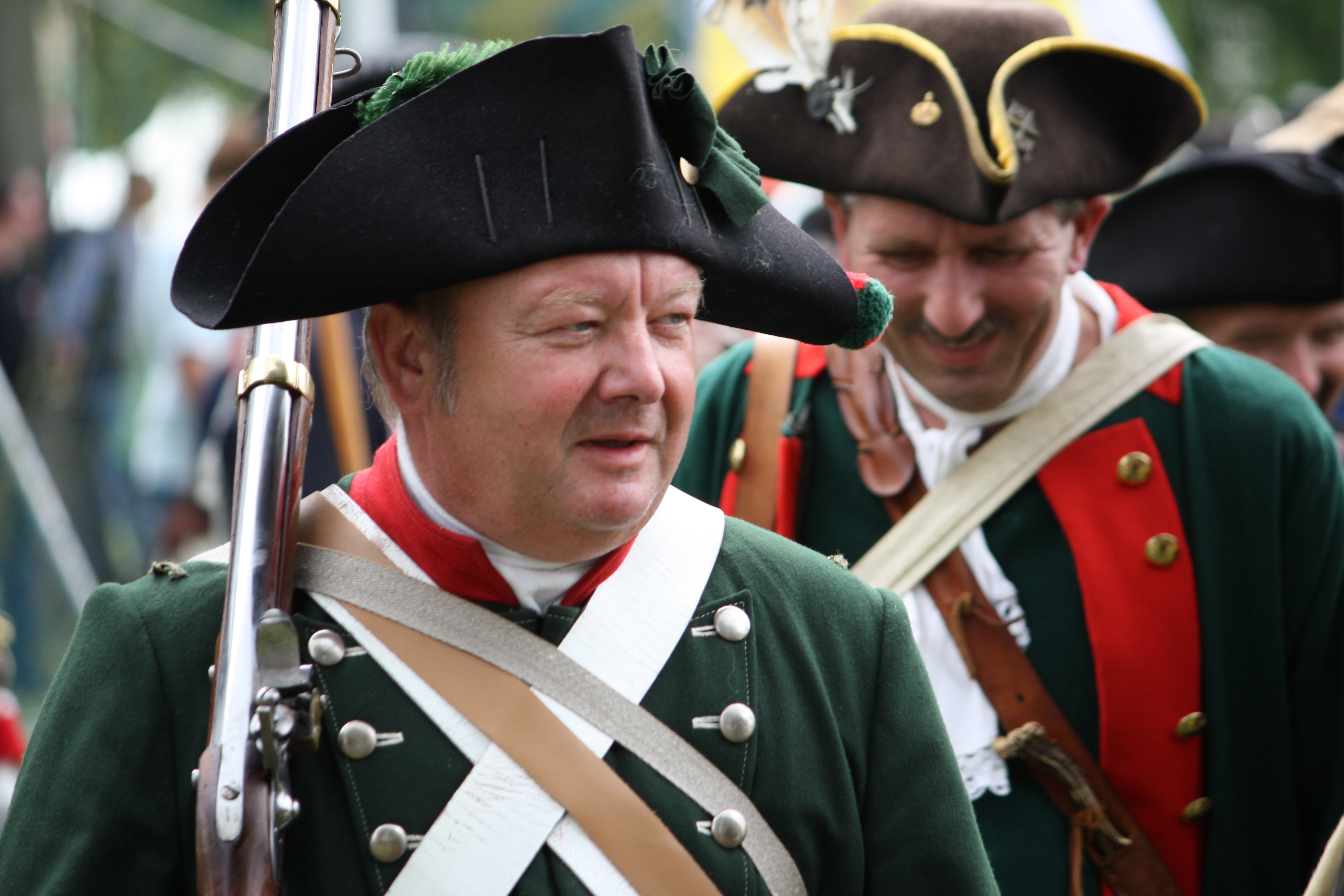
Figuranti con costumi d'epoca che indossano il Tricorno nella rievocazione della battaglia di Warburg.

Le donne portarono il tricorno con il costume da caccia e da amazzone (1675-1785); piumato e ornato di fiocchi sino alla fine del secolo XVII e ai primi del secolo XVIII, divenne in seguito un semplice tricorno di feltro orlato di galloni, del tutto eguale a quello degli uomini. Verso il 1750 comparvero piccolissimi tricorni inghirlandati di fiori posati di traverso sulle parrucche bianche. Il tricorno riapparve fugacemente nella moda femminile verso il 1900, e a varie riprese negli anni dal 1927 al 1935.
Al culmine della sua popolarità, il tricorno è stato indossato come copricapo civile e come parte di uniformi militari e navali. Le sue caratteristiche distintive lo rendevano pratico: le parti ritorte della tesa formavano una sorta di grondaia che, indirizzando l'acqua piovana lontano dal viso dell'utilizzatore, depositava la maggior parte di essa sulle spalle di chi lo portava. Il tricorno è evoluto nel bicorno che è stato ampiamente utilizzato dagli ufficiali militari in Europa fino alla prima guerra mondiale . Per i soldati arruolati, il tricorno fu sostituito dallo sciaccò all'inizio del XIX secolo, che era diventato il nuovo stile dominante di copricapo militare.

## Utilizzo moderno

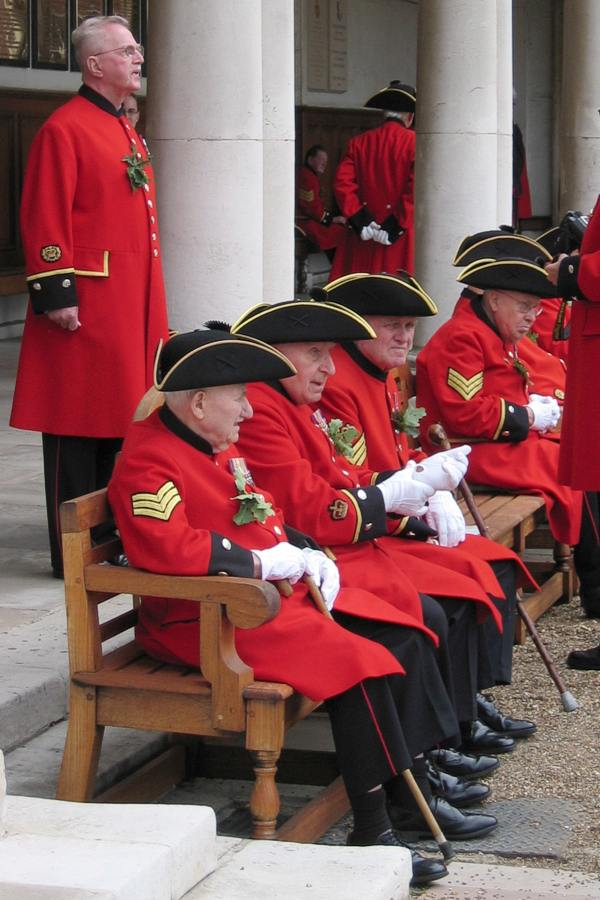
I Chelsea-Pensioner con il tricorno in testa

Il Tricorno sopravvive oggi come segno folcloristico in alcune divise celebrative soprattutto nel mondo anglosassone. Nel Regno Unito è parte del vestito tradizionale dei Chelsea Pensioners e della Old Guard Fife e Drum Corps dell'Esercito degli Stati Uniti e il cappello distintivo della Guardia Civil spagnola. Nel Regno Unito, un cappello tricorno a piume nere fa parte dell'abito cerimoniale della maggior parte dei Lord Mayors all'annuale Lord Mayor's Show di novembre. Fino a poco tempo fa, nel parlamento britannico, sia il Lord Cancelliere che il Presidente della Camera dei Comuni erano soliti portare quotidianamente tricorni neri come parte del loro abbigliamento formale ogni giorno in servizio.
Negli Stati Uniti, il tricorno è associato alla Rivoluzione americana e ai patrioti americani di quell'epoca, in particolare i Minutemen (membri delle milizie delle colonie americane ). I partecipanti agli eventi di rievocazione indossano spesso dei tricorni.
In Francia, gli officianti della sinagoga (di solito non i rabbini) indossano il tricorno in occasioni formali. Nella marina francese e nella forza aerea, i tricorni sono ancora indossati dalle donne come parte delle loro uniformi.
ll tricorno è una caratteristica fondamentale del vestito accademico dell'Università del Minho, in Portogallo. In Canada, il tricorno fa parte dell'abbigliamento cerimoniale degli Oratori, sia nel Parlamento federale che in alcune legislature provinciali. Fa anche parte dell'abito da cerimonia per i giudici della Corte Suprema.
Nel 1981 il modista John Boyd realizzò il famoso tricorno rosa per la Principessa Diana del Galles. Questo stile divenne noto come il design "Lady Di" e fu copiato in tutto il mondo.